# 河埜敬幸
河埜 敬幸（こうの たかゆき、1955年4月18日  - ）は、愛媛県八幡浜市出身の元プロ野球選手（内野手、外野手）・コーチ、解説者。2020年からは社会人野球・カナフレックスゼネラルマネージャー。
ニックネームは「カメ」、「シコ」。
元・巨人遊撃手の河埜和正は実兄である。

## 経歴
河埜家はスポーツ一家であったが、名前の「敬幸」の由来は1500gという超未熟児として生まれて生死の境をさまよったため、両親の「幸せに生きているだけでいい」という願いからであった。兄を追いかけるように八幡浜工高で野球部に入り、3年次の1973年、夏の甲子園県予選準々決勝に進むが、八幡浜高にコールド負けを喫す。同年のドラフト3位で南海ホークスに入団。1975年シーズン途中には、島本講平の近鉄バファローズへの移籍に伴い、32から島本がつけていた8へと異例の1桁番号への変更となる。1976年には一軍に定着し、遊撃手や二塁手として20試合に先発出場。1977年には5月から桜井輝秀に代わって二塁手のレギュラーを獲得し、シーズン後半には遊撃手と三塁手も兼ねて活躍。この年オフ野村克也が監督を解任され、遠征先の同室で懇意にしていた江夏豊に同調し、共に退団を希望していたが、江夏の懸命の説得により翻意する。
監督が広瀬叔功に交代した1978年は故障で出遅れるが、5月には二塁手に復帰して初の規定打席（30位、打率.246）に到達し、リーグ最多の23犠打もマーク。1979年には本職の二塁手としての出場が増えたことも好影響となったのか、自己最多の25盗塁をマーク。兄が以後も達成できなかった打率.300（13位）を記録し、同じく兄弟選手として活躍した定岡智秋と二遊間を守る。同年のオールスターゲームには河埜兄弟唯一の同時選出を果たしている。再び三塁手や遊撃手に回ることが多くなった1980年には急失速するが、1981年に二塁手がメインになると、打撃も復活の兆しを見せ始める。1982年には初の全試合出場で、全試合を二塁手として過ごした最初で最後のシーズンともなった。1983年は、前年オフに藤原満が引退したことで新たにリードオフマンとなり、4月23日の日本ハムファイターズ戦（後楽園）から5月13日の阪急ブレーブス戦（大阪）まで15試合連続得点を記録。当時のプロ野球記録である16試合連続には僅かに届かなかったものの、この年には19試合連続安打、当時のプロ野球記録に並ぶ9試合連続初回先頭打者安打もあり、チームも9試合連続初回得点でプロ野球記録に並んでいる。
1984年は新外国人ジェフ・ドイルが加入し二塁手として起用する方針となったため、中堅手へのコンバートを通告される。本人はドイルとのポジション勝負を希望するも受け入れられなかったが、打率.296の好成績でベストテン10位に喰い込む。マルチ安打はリーグ2位の48、安打はリーグ3位の163を記録し、1位はいずれも三冠王を獲得したブーマー・ウェルズだった。この年からは普段から自ずと足腰が鍛えられるからというアイデアにより、攻守交代の時にベンチや守備位置へ全力疾走をするようになった。その先駆けとなったが、若手選手も全力疾走をしない訳にいかなくなり、チーム内では「いらんことしてくれた」と不評を買うこともあったという。1986年から二塁手に復帰すると、1987年には打率.312をマークするが、1988年から湯上谷宏の台頭により一塁手に回る。1989年にはウィリー・アップショーの入団で一塁手での出場機会も減少し、同年限りで現役を引退。
堅実な守備と勝負強い打撃で低迷期のチームを支えた。1984年〜1986年の間口髭を蓄えトレードマークとなったが、理由は中堅手へのコンバートに対する反発だったと後に語っている。1981年頃にも口髭、顎髭を蓄えていた時期があった。
河埜兄弟は数多く活躍した兄弟選手の中でも特に実績を残しており、揃って1000試合以上出場、4000打数、1000本以上の安打を記録。日本人選手では河埜兄弟しかいない。現役時代の知名度では巨人在籍の兄・和正に劣るものの、通算成績では兄を上回る項目が多い。兄弟揃っての100本塁打には敬幸があと15本足りなかった。
引退後はダイエー→ソフトバンクで二軍守備・走塁コーチ（1990年, 1993年 - 1994年）、二軍育成コーチ（1991年 - 1992年, 1997年）、二軍外野守備・走塁コーチ（2004年 - 2006年）、西戸崎合宿所寮長を務めた。1990年から1992年は1A・サリナス・スパーズに野球留学し、1995年から1996年までスポーツアイ解説者も務めた。ソフトバンク退団後の2007年からはクラブチーム・長崎セインツ監督に就任。長崎セインツは2008年から四国・九州アイランドリーグに加わるが、同リーグの高知ファイティングドッグス監督に定岡智秋が就任したため、現役時代に二遊間コンビを組んだ二人が指導者として相まみえることとなった。しかし、アイランドリーグ加入後最初のシーズンとなった2008年の前期は選手層の薄さもあって成績は低迷し、前期終了後の6月末付で解任。2009年から2010年までは関西独立リーグ・紀州レンジャーズ、2012年から2014年までは韓国の独立プロ球団・高陽ワンダーズのコーチを歴任。2014年11月17日付で、社会人野球・カナフレックスの第2代監督に就任。旧知の間柄で、西鉄ライオンズなどで外野手として活躍した野球部顧問（当時）高橋二三男からの打診を受けたことによる。河埜が社会人野球の選手を指導するのは初めてだが、野球部発足2年目の2015年には、コーチへ転身した高橋とともにチームを初めての全国大会（第41回社会人野球日本選手権大会）出場に導いた。2020年からは野球部GMに転身。
息子は柳川高校（のちに城西大学に進学）の野球部員で、2000年に香月良太らと共に甲子園出場を果たしている。

## 詳細情報

### 年度別打撃成績
| 年 度      | 球 団         | 試 合 | 打 席 | 打 数 | 得 点 | 安 打 | 二 塁 打 | 三 塁 打 | 本 塁 打 | 塁 打 | 打 点 | 盗 塁 | 盗 塁 死 | 犠 打 | 犠 飛 | 四 球 | 敬 遠 | 死 球 | 三 振 | 併 殺 打 | 打 率 | 出 塁 率 | 長 打 率 | O P S |
| ---------- | ------------- | ----- | ----- | ----- | ----- | ----- | -------- | -------- | -------- | ----- | ----- | ----- | -------- | ----- | ----- | ----- | ----- | ----- | ----- | -------- | ----- | -------- | -------- | ----- |
| 1975       | 南海 ダイエー | 9     | 13    | 10    | 0     | 1     | 0        | 0        | 0        | 1     | 0     | 0     | 1        | 2     | 0     | 0     | 0     | 1     | 5     | 0        | .100  | .182     | .100     | .282  |
| 1976       | 南海 ダイエー | 49    | 67    | 61    | 9     | 13    | 3        | 0        | 1        | 19    | 5     | 3     | 0        | 1     | 0     | 5     | 0     | 0     | 6     | 1        | .213  | .273     | .311     | .584  |
| 1977       | 南海 ダイエー | 110   | 364   | 330   | 39    | 88    | 14       | 2        | 0        | 106   | 19    | 10    | 4        | 20    | 2     | 11    | 0     | 1     | 30    | 9        | .267  | .291     | .321     | .612  |
| 1978       | 南海 ダイエー | 107   | 452   | 398   | 47    | 98    | 18       | 5        | 3        | 135   | 23    | 16    | 5        | 23    | 1     | 27    | 2     | 3     | 38    | 10       | .246  | .298     | .339     | .637  |
| 1979       | 南海 ダイエー | 125   | 540   | 496   | 72    | 149   | 25       | 5        | 13       | 223   | 55    | 25    | 6        | 15    | 4     | 23    | 0     | 2     | 46    | 11       | .300  | .331     | .450     | .781  |
| 1980       | 南海 ダイエー | 125   | 456   | 399   | 54    | 92    | 18       | 1        | 10       | 142   | 49    | 8     | 6        | 14    | 4     | 37    | 0     | 2     | 42    | 13       | .231  | .296     | .356     | .652  |
| 1981       | 南海 ダイエー | 125   | 501   | 453   | 47    | 123   | 10       | 2        | 4        | 149   | 36    | 7     | 9        | 10    | 1     | 34    | 3     | 3     | 35    | 13       | .272  | .326     | .329     | .655  |
| 1982       | 南海 ダイエー | 130   | 583   | 519   | 70    | 144   | 24       | 0        | 6        | 186   | 33    | 11    | 7        | 13    | 2     | 47    | 4     | 2     | 43    | 11       | .277  | .339     | .358     | .697  |
| 1983       | 南海 ダイエー | 126   | 533   | 477   | 68    | 123   | 19       | 1        | 11       | 177   | 44    | 16    | 5        | 10    | 5     | 40    | 0     | 1     | 34    | 6        | .258  | .314     | .371     | .685  |
| 1984       | 南海 ダイエー | 130   | 603   | 551   | 80    | 163   | 33       | 2        | 14       | 242   | 76    | 17    | 9        | 4     | 7     | 36    | 1     | 5     | 34    | 8        | .296  | .341     | .439     | .780  |
| 1985       | 南海 ダイエー | 108   | 383   | 350   | 42    | 83    | 11       | 0        | 8        | 118   | 43    | 8     | 5        | 2     | 1     | 29    | 1     | 1     | 24    | 9        | .237  | .297     | .337     | .634  |
| 1986       | 南海 ダイエー | 115   | 405   | 369   | 35    | 97    | 19       | 2        | 5        | 135   | 22    | 4     | 4        | 9     | 0     | 25    | 1     | 2     | 40    | 8        | .263  | .313     | .366     | .679  |
| 1987       | 南海 ダイエー | 108   | 340   | 276   | 36    | 86    | 6        | 1        | 5        | 109   | 27    | 4     | 4        | 15    | 2     | 45    | 0     | 2     | 34    | 8        | .312  | .409     | .395     | .804  |
| 1988       | 南海 ダイエー | 121   | 436   | 369   | 53    | 102   | 14       | 0        | 5        | 131   | 18    | 9     | 6        | 13    | 2     | 52    | 0     | 0     | 42    | 12       | .276  | .364     | .355     | .719  |
| 1989       | 南海 ダイエー | 64    | 122   | 102   | 5     | 22    | 2        | 0        | 0        | 24    | 13    | 3     | 1        | 8     | 0     | 12    | 0     | 0     | 16    | 3        | .216  | .298     | .235     | .533  |
| 通算：15年 | 通算：15年    | 1552  | 5798  | 5160  | 657   | 1384  | 216      | 21       | 85       | 1897  | 463   | 141   | 72       | 159   | 31    | 423   | 12    | 25    | 469   | 122      | .268  | .325     | .368     | .693  |

- 各年度の太字はリーグ最高
- 南海（南海ホークス）は、1989年にダイエー（福岡ダイエーホークス）に球団名を変更

### 記録
初記録
- 初出場：1975年9月4日、対太平洋クラブ・ライオンズ後期9回戦（大阪スタヂアム）、7回裏に野村克也の代走として出場
- 初先発出場：1975年9月15日、対阪急ブレーブス後期13回戦（阪急西宮球場）、9番・遊撃手として先発出場
- 初安打：1975年9月17日、対ロッテオリオンズ後期10回戦（大阪スタヂアム）、5回裏に成田文男から
- 初本塁打・初打点：1976年5月28日、対阪急ブレーブス前期6回戦（阪急西宮球場）、5回表に山口高志からソロ

節目の記録
- 1000試合出場：1984年8月5日、対近鉄バファローズ17回戦（藤井寺球場）、1番・中堅手として先発出場　※史上249人目
- 1000安打：1985年4月9日、対近鉄バファローズ1回戦（大阪スタヂアム）、6回裏に久保康生から　※史上139人目
- 1500試合出場：1989年5月3日、対日本ハムファイターズ5回戦（平和台球場）、8回裏に藤本博史の代打として出場　※史上92人目

その他の記録
- 15試合連続得点：1982年4月23日 - 5月13日
- オールスターゲーム出場：4回（1979年、1981年、1982年、1984年）

### 背番号
- 32（1974年 - 1975年途中）
- 8（1975年途中 - 1989年、2008年）
- 78（1990年 - 1994年、1997年、2009年 - 2010年、2015年　- ）
- 73（2004年 - 2006年）